# Holzhof (Schwarzhofen)
Holzhof ist ein Ortsteil der Gemeinde Schwarzhofen im Oberpfälzer Landkreis Schwandorf (Bayern) auf der Gemarkung Zangenstein.

## Geographische Lage
Die Einöde Holzhof liegt ungefähr vier Kilometer nordwestlich von Schwarzhofen am Nordostrand eines ausgedehnten Waldgebietes. Dieses Waldgebiet befindet sich auf einem Höhenrücken, der sich in Nordwest - Südostrichtung zwischen Schwarzach und Auerbach hinzieht.
Der Höhenrücken wird von folgenden Bergen gebildet (von Nord nach Süd): Stab-Berg (465 m), Herzog-Berg (516 m), Tannen-Berg (535 m), Buchen-Berg (526 m), Atlas-Berg (568 m), Steinriegel (541 m) und Bursching (496 m).

## Geschichte
Ende des 18. Jahrhunderts wird Holzhof mit zwei Anwesen als Bestandteil des Landsassengutes Zangenstein mit dem Inhaber Anton Freiherr von Saur aufgeführt.
Entsprechend einer Verordnung von 1808 wurde das Landgericht Neunburg vorm Wald in 55 Steuerdistrikte unterteilt.
Dabei bildete Zangenstein mit den Ortschaften Altenhammer, Holzhof, Meischendorf und Schönau einen Steuerdistrikt.
Holzhof hatte zu dieser Zeit 2 Anwesen.
1809 hatte Anton Freiherr von Saur das Patrimonialgericht Zangenstein inne.
Zu diesem gehörten die Ortschaften Zangenstein mit 19 Familien, Meischendorf mit 9 Familien, Altenhammer mit 4 Familien, Mantlarn mit 3 Familien, Holzhof mit 2 Familien und Uckersdorf mit 2 Familien.
1820 wurden Ruralgemeinden gebildet.
Dabei entstand die Ruralgemeinde Zangenstein, die aus den Ortschaften Zangenstein mit 19 Familien, Meischendorf mit 8 Familien, Altenhammer mit 4 Familien und Holzhof mit 2 Familien bestand.
Zum Stichtag 23. März 1913 (Osterfest) wurde Holzhof als Teil der Pfarrei Altendorf mit 2 Häusern und 11 Einwohnern aufgeführt.
Am 1. Mai 1978 wurde die Gemeinde Zangenstein in die Gemeinde Schwarzhofen eingegliedert. Damit gelangte Holzhof in die Gemeinde Schwarzhofen.
Am 31. Dezember 1990 hatte Holzhof 5 Einwohner und gehörte zur Pfarrei Altendorf.